# Derecho de asilo
El derecho de asilo es un derecho internacional de los derechos humanos, que puede disfrutar cualquier persona fuera de su país de origen en caso de persecución política. El artículo 14 de la Declaración Universal de Derechos Humanos reconoce este derecho: 

1. En caso de persecución, toda persona tiene derecho a buscar asilo, y a disfrutar de el, en cualquier país.
2. Este derecho no podrá ser invocado contra una acción judicial realmente originada delitos comunes o por actos opuestos a los propósitos y principios de las Naciones Unidas.

Artículo 14 de la Declaración Universal de Derechos Humanos (1948)(Torrelrudo)

Asimismo, el artículo XXVII de la Declaración Americana de los Derechos y Deberes del Hombre (1948):

Toda persona tiene el derecho de buscar y recibir asilo en territorio extranjero, en caso de persecución que no sea motivada por delitos de derecho común y de acuerdo con la legislación de cada país y con los convenios internacionales
Artículo XXVII de la Declaración Americana de los Derechos y Deberes del Hombre de 1948

Por otro lado, el artículo 22(7) de la Convención Americana sobre Derechos Humanos (1969) establece:

Toda persona tiene el derecho de buscar y recibir asilo en territorio extranjero en caso de persecución por delitos políticos o comunes conexos con los políticos y de acuerdo con la legislación de cada Estado y los convenios internacionales.
Artículo 22(7) de la Convención Americana sobre Derechos Humanos de 1969

También la Carta de los Derechos Fundamentales de la Unión Europea (promulgada en 2007 y de entrada en vigor el 1 de diciembre de 2009), en su artículo 18 garantiza este derecho 

Se garantiza el derecho de asilo dentro del respeto de las normas de la Convención de Ginebra de 28 de julio de 1951 y del Protocolo de 31 de enero de 1967 sobre el Estatuto de los Refugiados y de conformidad con la Constitución.
Artículo 18 de la Carta de los Derechos Fundamentales de la Unión Europea de 2007

Y en la Carta Africana sobre Derechos Humanos y de los Pueblos (promulgada en 1981 y de entrada en vigor el 21 de octubre de 1986) este derecho es contemplado en el artículo 12.3:

Todo individuo tendrá derecho, cuando esté perseguido, a buscar y obtener asilo en otros países de conformidad con las leyes de esos países y los convenios internacionales.
Artículo 12.3 de la Carta Africana sobre Derechos Humanos y de los Pueblos de 1981

## Características
- Se exige de los países que se reciba en algún lugar a las personas que huyen de la situación persecutoria. El principio de no devolución, incluido en el artículo 33 de la Convención sobre el Estatuto de los Refugiados de 1951, prohíbe situar al refugiado, ya sea por expulsión o devolución, en las fronteras de territorios donde su vida o libertad corre peligro por causas de religión, nacionalidad, etc.

- Implica que cada solicitante tenga acceso a procedimientos justos y efectivos para la evaluación de las solicitudes. Mientras se tramita una solicitud de asilo y se toma una decisión, la persona tiene derecho a no ser devuelto al país donde su vida, libertad o seguridad corran peligro.

- Derecho de las personas a permanecer en el país de nacionalidad, garantizando los instrumentos internacionales sobre derechos humanos. La  Convención Americana dispone que nadie puede ser expulsado del territorio del Estado del cual es nacional. Asimismo, toda persona tiene derecho a no ser desplazado, pero también tiene derecho a desplazarse libremente y elegir su lugar de residencia.

- Derecho de salir de cualquier país, incluyendo del suyo propio. Este derecho se vincula con el derecho de buscar asilo. El derecho de salir de cualquier país no es absoluto, pero la limitación solo puede ser impuesta en virtud de una ley para prevenir infracciones penales o para proteger la seguridad nacional o el orden públicos, la moral o la salud públicas o los derechos y libertades de los demás. Así, las autoridades pueden establecer unos requisitos legales para el ejercicio de este derecho, los cuales deben ser razonables. Este derecho no implica que exista la obligación del país extranjero de dejarle entrar.

Cabe señalar que los  Pactos Internacionales de Derechos Civiles y políticos y de Derechos Económicos, Sociales y Culturales, de 1966, no reconocen este derecho al no contener ningún precepto referente al asilo, a pesar de que ambos recogen el contenido de la Declaración Universal de Derechos Humanos y pretenden dar forma jurídica vinculante al este documento orientativo. Tampoco recoge esta garantía la Convención Europea de Derechos Humanos, aunque sí en la Carta de los Derechos Fundamentales de la Unión Europea, como más arriba se ha indicado.

## En diferentes países

### Estados Unidos
Estados Unidos reconoce el derecho de asilo previsto en la legislación internacional y federal. En virtud del Derecho internacional, Estados Unidos considera a los solicitantes de asilo por persecución o temor a la persecución por motivos de raza, religión, nacionalidad y/o pertenencia a un determinado grupo social u opinión política.
Existen dos tipos principales de procedimientos de asilo en Estados Unidos:
- El asilo afirmativo se concede a las personas que han llegado a Estados Unidos y no se encuentran en proceso de expulsión (deportación). Es importante resaltar que usted debe solicitar asilo dentro del plazo de un año contado desde su última llegada a los Estados Unidos, salvo que pueda demostrar circunstancias cambiantes que afecten directamente su elegibilidad o circunstancias extraordinarias que justifiquen la demora en la presentación. En tales casos, será necesario probar que presentó su solicitud en un período razonable después de que dichas circunstancias ocurrieran. El asilo afirmativo se solicita presentando ante USCIS el Formulario I-589, Solicitud de Asilo y de Suspensión de Remoción. [5]
- El asilo defensivo se concede a las personas que se encuentran en proceso de expulsión y deben demostrar su derecho al asilo para que se les permita permanecer en Estados Unidos. Solo puede realizarse cuando la persona está en procesos de remoción ante el Tribunal de Inmigración (EOIR). Este tipo de casos suele iniciarse cuando USCIS remite al solicitante tras negar un asilo afirmativo o cuando el extranjero es detenido sin documentación adecuada, en violación de su estatus, o tras intentar ingresar al país y demostrar temor creíble de persecución o tortura. El proceso se lleva a cabo en audiencias similares a juicios, donde el juez escucha los argumentos del solicitante (y su abogado) y del gobierno, representado por ICE. El juez puede otorgar el asilo, conceder otra forma de alivio migratorio o emitir una orden de deportación, y ambas partes tienen derecho a apelar la decisión.[6]

### Reino Unido
En el siglo XIX, el Reino Unido concedió asilo político a varias personas perseguidas, entre ellas muchos miembros del movimiento socialista (incluido Karl Marx). Tras el intento de atentado contra el Observatorio Real de Greenwich en 1845 y el asedio de Sidney Street en 1911, se restringió el asilo político en el contexto de la propaganda para la acción (anarquista).

### República Popular China
La Constitución de la República Popular China, en su artículo 32, párrafo 2, estipula que China puede conceder asilo a los extranjeros que lo soliciten por motivos políticos.
En 1979, Hoang Van Hoan, Vicepresidente de la Asamblea Nacional de Vietnam, fue el último extranjero al que China concedió asilo político.. Desde 1980 hasta hoy, ningún extranjero ha recibido asilo político de China.

## Referințe
1. ↑  «Obtaining Asylum in the United States». www.uscis.gov. Consultado el 25 de diciembre de 2023.
2. ↑  «Refugees and Asylum». www.uscis.gov. Consultado el 25 de diciembre de 2023.
3. ↑  «Types of Asylum». help.unhcr.org. Consultado el 25 de diciembre de 2023.
4. ↑  «Asylum». www.nyimmigrantlaw.com. Consultado el 25 de diciembre de 2023.
5. ↑  «Proceso Afirmativo de Asilo». www.inmigracionyvisas.com. Consultado el 7 de agosto de 2024.
6. ↑  «Asilo Defensivo». www.inmigracionyvisas.com. Consultado el 15 de marzo de 2024.
7. ↑  «Revolutionary Refugees: German Socialism in Britain, 1840-1860». books.google.com. Consultado el 25 de diciembre de 2023.
8. ↑  «Jewish London: An Illustrated History». books.google.com. Consultado el 25 de diciembre de 2023.
9. ↑  «Constitution of the People's Republic of China». english.www.gov.cn. Consultado el 25 de diciembre de 2023.

- Datos: Q11283415
- Multimedia: Right of asylum / Q11283415